# Храм Фенго
Храм Фенго — буддійський храм, розташований в повіті Ї, провінція Ляонін, Китай . Храм був вперше заснований у 1020 році під час династії Ляо (916—1125) і став доволі великим протягом наступних століть. Сьогодні збереглись тільки дві брами, дві зали та декоративна арка. Найважливішою будівлею є зал Махавіра, який зберігся до нині. Зал Махавіра — дуже великий зал, який датується 1020 роком. Зал містить сім великих скульптур Будди та інші менші скульптури, які датовані часами династії Ляо. Протягом століть він мав кілька назв, зокрема «Храм Сяньсі» (咸熙寺; династія Ляо), «Храм семи Будд» (七佛寺; династія Ляонін) і «Храм Дафенгго» (大奉国寺; династія Цзінь) .

## Історія
Історичні записи про історію храму Фенгуо обмежені. Більшу частину історії можна дізнатися лише з приблизно двадцяти стел на території храму. Замість попереднього храму на місці під назвою Храм Сяньсі, Храм засновав вчений Цзяо Сіюн у 1020 році. Будівництвом керував чернець на ім'я Цінхуей. У 1107 році чернець на ім'я Ічжуо працював у монастирі, ремонтуючи та завершуючи релігійні образи. Його робота, вартістю 10 мільйонів, була завершена в 1140 році. Храм постраждав від землетрусу у 1290 році. Його було відремонтовано коштами зятя монгольського хана. Храм середини 14-го сторіччя, за записами, був досить великим, що мав принаймні три павільйони, один перед залою Семи Будд і один з боків, зал дхарми, «зал утримання», три різні кухонні зони, квартали ченців, кімната для купання, зал Десяти тисяч Будди та багато інших різноманітних будівель. Між 1487 і 1888 роками зал ремонтували щонайменше сімнадцять разів. Востаннє храм постраждав у 1948 році, коли його розбомбили, і знову відремонтували лише у 1980-х роках.

## Макет
На початку, храм Фенго мав зал Дхарми позаду залу Махавіри, три павільйони попереду та ворота. Один з павільйонів розташовувався вздовж осі, а ще два звернені один до одного всередину по осі. Зараз від заснування храму зберігся лише зал Махавіра.
У наш час храм, окрім згаданих раніше, має чотири інші відомі споруди, розташовані по осі північ-південь, кожна з яких побудована за часів династії Цін (1642—1912). Починаючи з півдня, є зовнішні ворота, за якими йдуть внутрішні ворота. Далі прикрашена арка стоїть перед залом Вулянг, невеликим залом із трьома залами, який знаходиться прямо перед залом Махавіра.

### Головний зал
Махавірський(головний) зал (大雄|宝|殿, Dàxíong Bǎodiàn) є доволі великим для китайського дерев'яного залу, розміром дев'ять на п'ять бухт. Лицьова частина знаходиться на південній 3-метровій платформі і має розміри 55,8 на 25,9 метрів. Перед центральними бухтами, яких є три, простягається кам'яна платформа — юетай. Вона має розміри 37 метрів зі сходу на захід і 15 метрів з півночі на південь. На юетай стоять дві споруди часів династії Цін — два кіоски та кам'яна кадильниця. Невеликий юетай є також і у задній частині залу. Цей юетай, за припущеннями Стейнхардта, раніше служив як зв'язок із Залом Дхарми, який зараз вже не існує.
У головному залі є сім великих скульптур Будд з минулих епох, які рідко зустрічаються в буддійських храмах. Будди підняті на платформі заввишки 87 см, у кожній із семи внутрішніх секцій розміщено одну скульптуру. Окрім Будди сучасної епохи — Шак'ямуні, представлені шість інших Будд: Віпашіїн, Сікхін, Вішвабху, Кракуччанда, Канакамуні та Каш'япа. Кожний Будда оточений двома бодхісатвами, а король-охоронець стоїть обличчям до південного входу з кожного боку вівтаря. Позаду Будд, обличчям до задніх дверей, стоїть статуя Гуаньінь.
У залі використовується лише 20 внутрішніх колон. У залі чотири ряди колон, але цілий ряд (крім кінцевих стовпів) прибрали перед статуями Будди, щоб не заважати огляду. Кронштейни на зовнішній стороні залу всі сьомого рангу, найвищого. Головний зал є найдавнішою китайською будівлею, яка використовує набори кронштейнів між колонами замість простих стійок. У конструкції залу використовується понад 30 видів дерев'яних елементів між верхівками колон і дахом

## Храм Фенгуо сьогодні
Храм Фенгуо був внесений до попереднього списку Китаю для об'єктів всесвітньої спадщини ЮНЕСКО разом із пагодою храму Фогун у 2013.
Хоча ім'я храму Фенгуо прямо не згадується, у автобіографії-бестселері Чон Чанг «Дикі лебеді» авторка розповідає, як її дідусь і бабуся вперше зустрілися там під час «випадкової» зустрічі, організованої її прадідом у 1924 році.